# Nicolau de Mira
Nicolau de Mira (tradicionalment 15 de març de 270 - 6 de desembre de 343), també conegut com a Nicolau de Bari, va ser un bisbe cristià paleocristià d'ascendència grega de la ciutat marítima de Pàtara a Anatòlia (a l'actual província d'Antalya, Turquia) durant l'època de l'Imperi Romà. A causa dels nombrosos miracles atribuïts a la seva intercessió, també se'l coneix com a Nicoilau Taumaturg. Sant Nicolau és el patró dels mariners, comerciants, arquers, lladres penedits, nens, cervesers, penyers, fabricants de joguines, solters i estudiants de diverses ciutats i països d'Europa. La seva reputació va evolucionar entre els piadosos, com era habitual en els primers sants cristians, i el seu llegendari hàbit de fer regals secrets va donar lloc al folklore del Pare Noel a través de la Festa de Sant Nicolau.
Poc se sap de l'històric Sant Nicolau. Els primers relats de la seva vida es van escriure segles després de la seva mort i probablement contenen elaboracions llegendàries. Es diu que va néixer al port d'Anatòlia de Patara, Lícia, a Àsia Menor, de pares cristians rics. En un dels incidents testimoniats i més famosos de la seva vida, es diu que va rescatar tres noies de ser obligades a prostituir- se deixant caure un sac de monedes d'or per la finestra de casa cada nit durant tres nits perquè el seu pare pogués pagar un dot per a cadascuna d'elles. Altres històries primerenques expliquen que va calmar una tempesta al mar, va salvar tres soldats innocents d'una execució injusta i va tallar un arbre posseït per un dimoni. En la seva joventut, es diu que va fer un pelegrinatge a Egipte i Síria Palaestina. Poc després del seu retorn, esdevé bisbe de Mira. Més tard va ser empresonat durant la persecució de Dioclecià, però va ser alliberat després de l'ascens de Constantí.
Una llista antiga el fa assistent al Primer Concili de Nicea l'any 325, però mai no s'esmenta en cap escrit de les persones que hi eren. Llegendes tardanes i sense fonament afirmen que va ser destituït temporalment i empresonat durant el concili per haver bofetejat l'herètic Arri. Una altra famosa llegenda tardana explica com va ressuscitar tres nens, que havien estat assassinats i adobats en salmorra per un carnisser que planejava vendre'ls com a carn de porc durant un moment de fam.
Menys de 200 anys després de la mort de Nicolau, l'església de Sant Nicolau es va construir a Mira sota les ordres de Teodosi II sobre el lloc de l'església on havia servit com a bisbe, i les seves restes van ser traslladades a un sarcòfag d'aquesta església. L'any 1087, mentre els habitants cristians grecs de la regió eren sotmesos pels recentment arribats turcs seljúcides musulmans, i poc després de l'inici del cisma Orient-Oest, un grup de comerciants de la ciutat italiana de Bari va treure els principals ossos de l'esquelet de Nicolau del seu sarcòfag a l'església sense autorització i els va portar a la seva ciutat natal, on ara estan consagrats a la Basílica de San Nicolau de Bari. Els fragments d'os restants del sarcòfag van ser posteriorment retirats pels mariners venecians i portats a Venècia durant la Primera Croada.

## Vida i llegendes

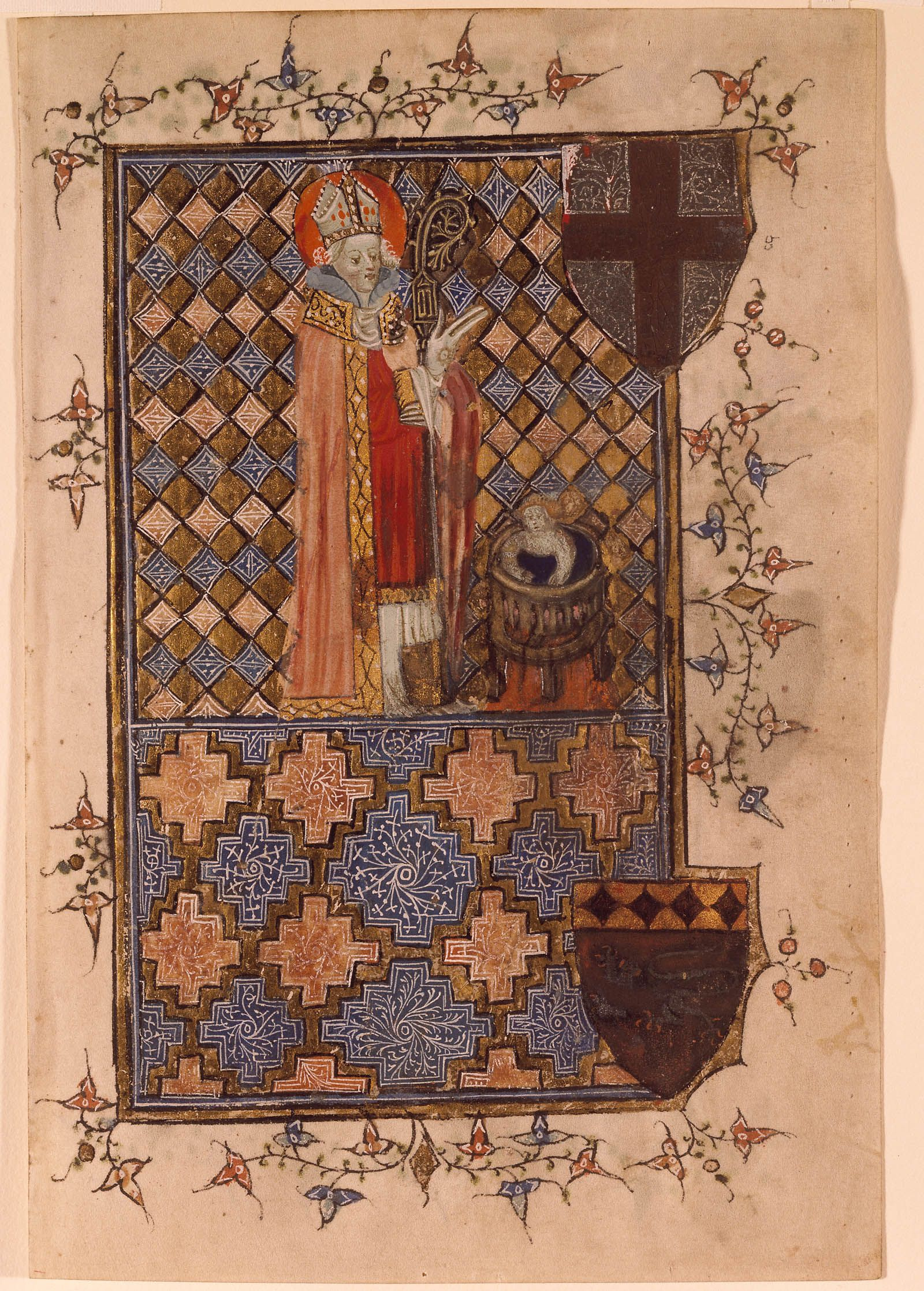
Miniatura anglesa, ca. 1400-1440 (Denver, Berger Collection)

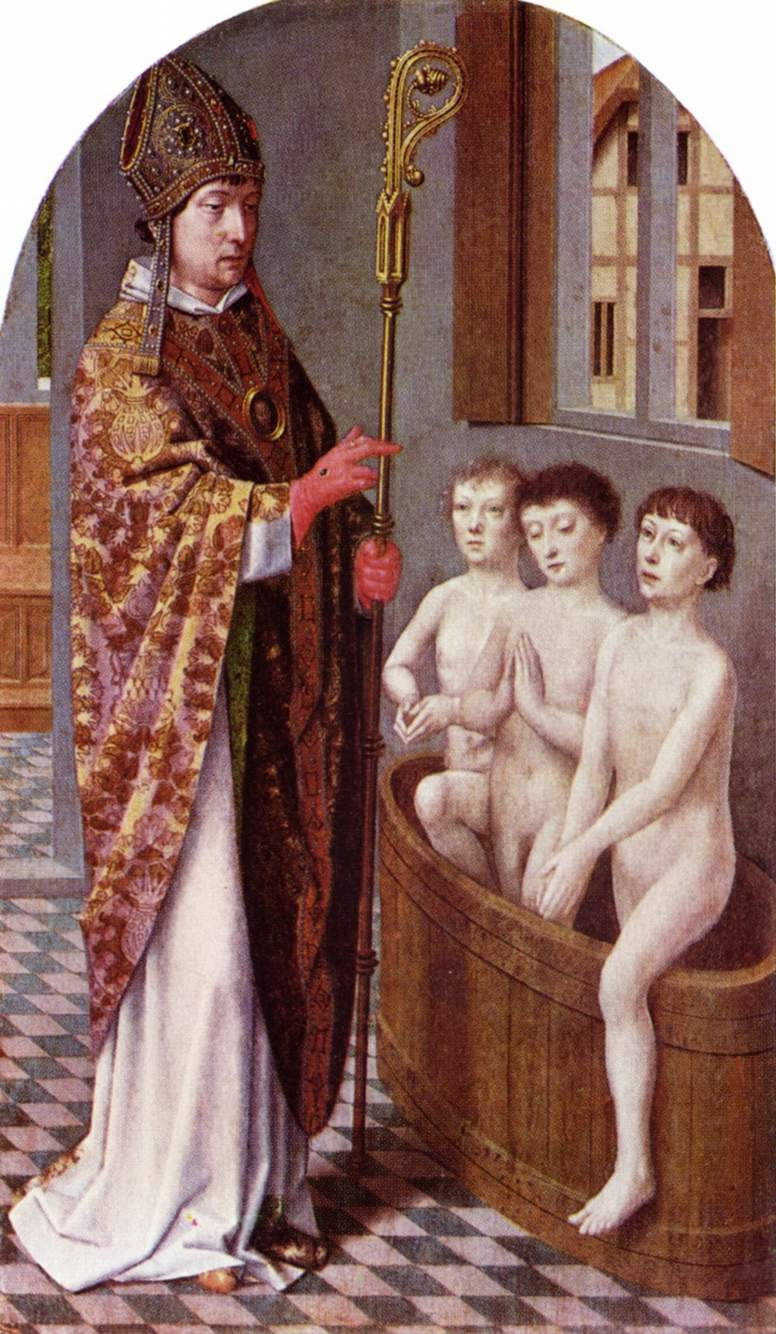
Pintura de Gerard David, 1510 (Edimburg, National Gallery of Scotland).

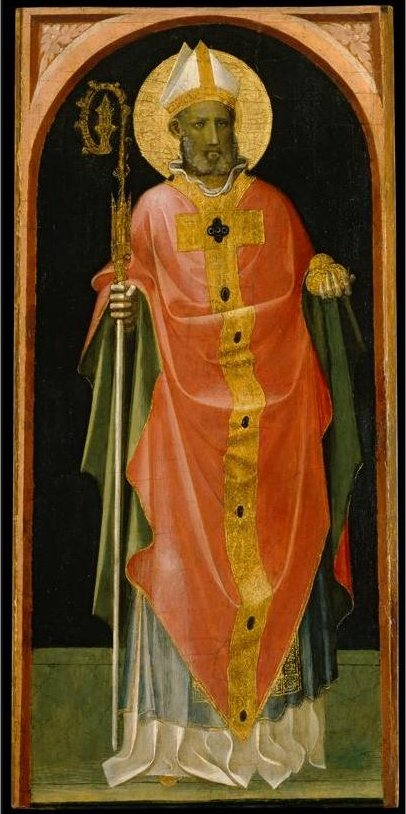
Pintura de Gherardo Starnina, ca. 1422 (El Paso Museum of Art)

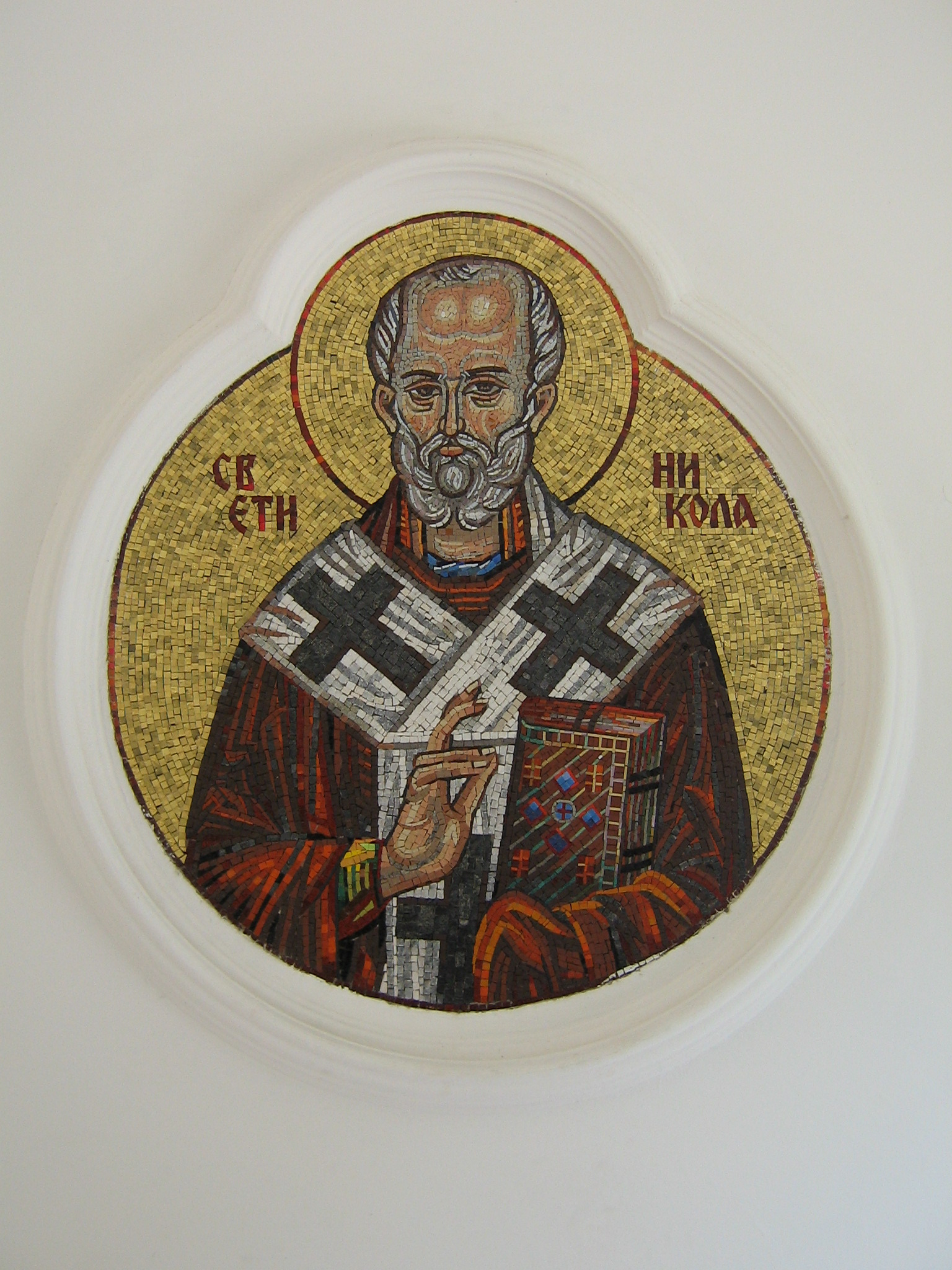
Icona a l'església del Monestir de Grgeteg, a Sèrbia.

### Família i context
Els relats de la vida de Sant Nicolau coincideixen en l'essència de la seva història, però els historiadors moderns no estan d'acord sobre la proximitat d'aquests fets narrats amb els fets històrics. Tradicionalment, es diu que Nicolau va néixer a la ciutat de Pàtara de Lícia, un port al mar Mediterrani, a l'Àsia Menor a l'Imperi Romà, en una família acomodada de cristians grecs. Segons alguns relats, els seus pares es deien Epifani (Ἐπιφάνιος, Epiphánios) i Johanna ( Ἰωάννα, Iōánna ), però, segons uns altres, van ser anomenats Teòfanes (Θεοφάνης, Theophánēs) i Nonna (Νόννα, Nónna). En alguns relats, l'oncle de Nicolau era el bisbe de la ciutat de Mira, també a Licia. Reconeixent la vocació del seu nebot, l'oncle de Nicolau el va ordenar sacerdot.

### Generositat i viatges
Després que els seus pares morissin a causa d'una epidèmia, es diu que Nicolau va repartir la seva riquesa entre els pobres.  En la seva gesta més famosa, que s'acredita per primera vegada a la Vida de Sant Nicolau de Miquel l'Arximandrita, Nicolau va sentir parlar d'un home devot que abans havia estat ric però que havia perdut tots els seus diners a causa del "complot i l'enveja de Satanàs".  L'home no es podia permetre els dots adequats per a les seves tres filles.  Això significava que romandrien solteres i probablement, en absència de qualsevol altra ocupació possible, es veurien obligades a convertir-se en prostitutes.  En assabentar-se de la situació de les noies, Nicolau va decidir ajudar-les, però, sent massa modest per ajudar a la família en públic (o per estalviar-los la humiliació d'acceptar la caritat), va anar a la casa sota el cobert de la nit i va llançar una bossa plena de monedes d'or per la finestra que donava a la casa.  El pare immediatament va organitzar un matrimoni per a la seva primera filla, i després del seu casament, Nicolau va llançar una segona bossa d'or per la mateixa finestra a última hora de la nit. 
Segons el relat de Miquel l'Arximandrita, després que la segona filla es casés, el pare va romandre despert almenys dues "nits" i va atrapar sant Nicolau en el mateix acte de caritat per a la tercera filla.  El pare va caure de genolls, donant-li les gràcies, i Nicolau li va ordenar que no digués a ningú el que havia fet.  L'escena del regal secret de Nicolau és una de les escenes més populars de l'art devocional cristià, que apareix en icones i frescos d'arreu d'Europa. Encara que les representacions varien depenent de l'hora i el lloc, sovint es mostra a Nicolau portant una caputxa mentre que les filles es mostren normalment al llit, vestides amb la roba de dormir. Moltes representacions contenen un xiprer o una cúpula en forma de creu.
La historicitat d'aquest incident és discutida. Adam C. English defensa un nucli històric de la llegenda, assenyalant la primera declaració de la història, així com el fet que no es van explicar històries similars sobre cap altre sant cristià. Jona Lendering, que també defensa l'autenticitat de la història, assenyala que una història semblant s'explica a la Vida d'Apol·loni de Tiana de Filòstrat, en què Apol·loni dona diners a un pare empobrit però planteja que el relat de Miquel l'Arximandrita és molt diferent. Filòstrat no esmenta el destí de les filles i, en la seva història, la generositat d'Apol·loni està motivada purament per simpatia pel pare; en el relat de Miquel l'Arximandrita, però, s'indica expressament que Sant Nicolau està motivat pel desig de salvar les filles de ser venudes per a la prostitució. Argumenta que aquest desig d'ajudar les dones és el més característic del cristianisme del segle IV, a causa del paper destacat que van jugar les dones en el moviment primerenc cristià, més que el paganisme grecoromà o el cristianisme de l'època de Miquel l'Arximandrita al segle IX, per punt que la posició de la dona havia disminuït dràsticament.
També es diu que Nicolau va visitar Terra Santa. El vaixell on anava va ser gairebé destruït per una terrible tempesta, però va increpar les onades i va fer que la tempesta s'atenués. Així, Nicolau va ser venerat com el patró dels mariners i viatgers.
Mentre estava a Palestina, es diu que Nicolau va viure en una cripta prop de Betlem, on es creu que va tenir lloc la Nativitat de Jesús. Sobre la cripta on es creu que va viure Nicolau s'alça ara l'"Església de Sant Nicolau" a Beit Jala, una ciutat cristiana de la qual Nicolau és el sant patró.

### Bisbe de Mira
Després de visitar Terra Santa, Nicolau va tornar a Mira. El bisbe de Mira, que havia succeït l'oncle de Nicolau, havia mort recentment i els sacerdots de la ciutat havien decidit que el primer sacerdot que entrés a l'església aquell matí seria nomenat bisbe. Nicolau va anar a l'església a pregar i, per tant, va ser proclamat nou bisbe.  Es diu que va ser empresonat i torturat durant la Gran Persecució sota l'emperador Dioclecià (governador entre 284–305),  però va ser alliberat sota les ordres de l'emperador Constantí el Gran (governador entre 306–337). Aquesta història sona plausible, però no està documentada a les fonts més antigues i, per tant, és poc probable que sigui històrica.
Una de les primeres històries testimoniades de Sant Nicolau és aquella en què salva tres homes innocents de l'execució. Segons Miquel l'Arximandrita, tres homes innocents van ser condemnats a mort pel governador Eustaqui. Quan estaven a punt de ser executats, va aparèixer Nicolau, va empènyer l'espasa del botxí a terra, els va alliberar de les seves cadenes i va castigar amb ira a un jurat que havia acceptat un suborn. Segons Jona Lendering, aquesta història és directament paral·lela a una història anterior de la Vida d'Apol·loni de Tiana de Filòstrat, en la qual Apol·loni impedeix l'execució d'un home falsament condemnat per bandolerisme. Miquel l'Arximandrita també explica una altra història en què el cònsol Ablavi va acceptar un suborn per matar a tres generals famosos, malgrat la seva innocència real. Sant Nicolau es va aparèixer a Constantí i Ablavi en somnis, informant Constantí de la veritat i espantant Ablavi perquè alliberés els generals, per por de l'infern.
Les versions posteriors de la història són més elaborades, entrellaçant les dues històries. Segons una versió, l'emperador Constantí va enviar tres dels seus generals més fiables, anomenats Ursos, Nepotianos i Herpilion, per sufocar una rebel·lió a Frígia. Tanmateix, una tempesta els va obligar a refugiar-se a Mira. Sense els generals, que es trobaven al port, els seus soldats amenaçaven als comerciants locals i es dedicaven al saqueig i la destrucció. Nicolau es va enfrontar als generals per permetre que els seus soldats es comportessin malament i els generals van posar fi al saqueig. Immediatament després que els soldats havien tornat als seus vaixells, Nicolau va sentir parlar dels tres homes innocents a punt de ser executats i els tres generals el van ajudar a aturar l'execució. Eustaqui va intentar fugir al seu cavall, però Nicolau va aturar el seu cavall i el va castigar per la seva corrupció. Eustaqui, sota l'amenaça de ser denunciat directament a l'emperador, es va penedir de les seves maneres corruptes. Després, els generals van aconseguir posar fi a la rebel·lió i van ser promoguts per Constantí a un estatus encara més alt. Els enemics dels generals, però, els van calumniar al cònsol Ablavi, dient-li que realment no havien reprimit la revolta, sinó que van animar els seus propis soldats a unir-s'hi. Els enemics dels generals també van subornar Ablavi i va fer empresonar els tres generals. Nicolau va fer les seves aparicions en somni i els tres generals van ser posats en llibertat.

### Concili de Nicea

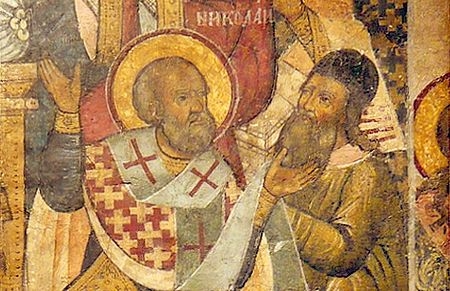
Detall d'un fresc grec ortodox de l'Edat Mitjana que mostra Sant Nicolau donant una bufetada a Arri al Primer Concili de Nicea

L'any 325, es diu que Nicolau va assistir al Primer Concili de Nicea,  on es diu que va ser un acèrrim opositor de l'arianisme i un partidari devot del trinitarisme, i un dels bisbes que van signar el Credo de Nicea. L'assistència de Nicolau al Concili de Nicea és testimoniada d'hora per la llista d'assistents de Teodor el Lector, que el registra com el 151è assistent.  No obstant això, mai no és esmentat per Atanasi d'Alexandria, el principal defensor del trinitarisme al concili, que va conèixer tots els bisbes notables de l'època, ni és esmentat per l'historiador Eusebi, que també va estar present al concili. Adam C. English assenyala que les llistes dels assistents a Nicea varien considerablement, amb llistes més curtes que només inclouen uns 200 noms, però les llistes més llargues n'inclouen uns 300. El nom de Sant Nicolau només apareix a les llistes més llargues, no a les més curtes. El nom de Nicolau apareix en un total de tres llistes primerenques, una de les quals, Theodore el Lector, es considera generalment la més precisa. Segons Jona Lendering, hi ha dues possibilitats principals:
1. Nicolau no va assistir al Concili de Nicea, però algú va quedar desconcertat perquè el seu nom no aparegués a la llista i, per tant, el va afegir a la llista.[13] Molts estudiosos tendeixen a donar suport aquesta explicació.[40] [41]
2. Nicolau sí que va assistir al Concili de Nicea, però, molt aviat, algú va decidir eliminar el seu nom de la llista, aparentment va decidir que era millor que ningú recordés que hi havia estat.[13]

Una llegenda posterior, documentada per primera vegada al segle xiv, més de 1.000 anys després de la mort de Nicolau, sosté que, durant el Concili de Nicea, Nicolau va perdre la paciència i va donar una bufetada a "un cert arrià" a la cara. Per això, Constantí va revocar la mitra i el pal·li de Nicolau. Steven D. Greydanus conclou que, a causa de l'atestació tardana de la història, "no té cap valor històric". Jona Lendering, però, defensa la veracitat i la historicitat de l'incident, argumentant que, com que era vergonyós i reflecteix malament la reputació de Nicolau, és inexplicable que els hagiògrafs posteriors l'haguessin inventat. Les versions posteriors de la llegenda l'embelleixen, fent que el mateix Arri fos heretge  i fent que Nicolau li doni un cop de puny en lloc de donar-li una bufetada amb la mà oberta. En aquestes versions de la història, Nicolau també és empresonat,  però Crist i la Mare de Déu se li apareixen a la seva cel·la.  Els diu que està empresonat "per estimar-vos" i l'alliberen de les seves cadenes i li restitueixen les vestidures.  L'escena de Nicolau donant una bufetada a Arri es mostra a les icones ortodoxes orientals i els episodis de Sant Nicolau a Nicea es mostren en una sèrie de pintures de la dècada de 1660 a la Basílica de San Nicolau de Bari.

### Altres miracles
Una història explica com durant una fam terrible, un carnisser maliciós va atraure tres nens petits a casa seva, on els va matar, posant les seves restes en un barril per curar-les, i va planejar vendre'ls com a pernil. Nicolau, visitant la regió per cuidar els famolencs, va saber que el carnisser mentia i va ressuscitar els nens en vinagre fent el senyal de la creu.  Jona Lendering opina que la història "no té cap valor històric". Adam C. English assenyala que la història de la resurrecció dels nens en vinagre és una addició baixmedieval a la llegendària biografia de Sant Nicolau i que no es troba en cap de les seves primeres vides. Tot i que aquesta història sembla estranya i horrorosa per al públic modern, va ser tremendament popular durant la Baixa Edat Mitjana i el primer període modern, i molt estimada per la gent comuna.   Està representada en vitralls, pintures amb panells de fusta, tapissos i frescos. Finalment, l'escena es va reproduir tan àmpliament que, en lloc de mostrar tota l'escena, els artistes van començar a representar només Sant Nicolau amb tres nens nus i un barril de fusta als seus peus.
Segons English, finalment, les persones que havien oblidat o no havien après mai la història van començar a interpretar-ne malament les representacions. Que sant Nicolau es mostrés amb nens va portar a la gent a concloure que era el patró dels nens; mentrestant, el fet que se'l mostrés amb una bóta va portar a la gent a concloure que era el patró dels cervesers.
Segons una altra història, durant una gran fam que Mira va experimentar entre els anys 311 i 312, un vaixell estava fondejat al port, carregat de blat per a l'emperador a Constantinoble. Nicolau va convidar els mariners a descarregar una part del blat per ajudar en el moment de necessitat. Als mariners al principi no els va agradar la petició, perquè el blat s'havia de pesar amb precisió i lliurar-lo a l'emperador. Només quan Nicolau els va prometre que no patirien cap pèrdua per la seva consideració, els mariners van acceptar. Quan van arribar més tard a la capital, van fer una troballa sorprenent: el pes de la càrrega no havia canviat, tot i que el blat retirat a Mira era suficient per a dos anys complets i fins i tot es podia utilitzar per sembrar.

## Veneració
A l'edat mitjana fou patró dels navegants, amb sant Elm, sant Antoni abat i santa Clara, com es recull en el pròleg del Llibre del Consolat de Mar.
El patronatge de sant Nicolau quedà reflectit arreu dels Països Catalans: el sant va tenir una capella a la platja de Barcelona, una a l'entrada del port de Ciutadella i encara en té una, des del segle xiii, a Portopí, el primitiu port de Palma, on hi havia un retaule gòtic amb tres patrons (sant Nicolau, sant Antoni i santa Clara), obra de mitjan segle xiv actualment al Museu de Mallorca. A Palma, encara té dedicada una de les quatre esglésies parroquials medievals, tengué capella a la Seu i a diferents esglésies i a Mallorca es conserven tres retaules medievals més del sant, amb escenes de la seva biografia.
A Alacant, Sant Nicolau és el patró de la ciutat, encara que no tothom ho sap, ni ho celebra, i la cocatedral d'aquesta població s'anomena de Sant Nicolau de Bari. Altres poblacions amb una església dedicada a sant Nicolau són l'Ametlla del Vallès, Calella, Gandia, Malgrat de Mar, València, etc.
A Barcelona, en construir la segona muralla, se li dedicà un hospital per a gent arribada de fora prop de les Drassanes i els alfóndecs, on després es va construir el Convent de Sant Francesc de Barcelona.

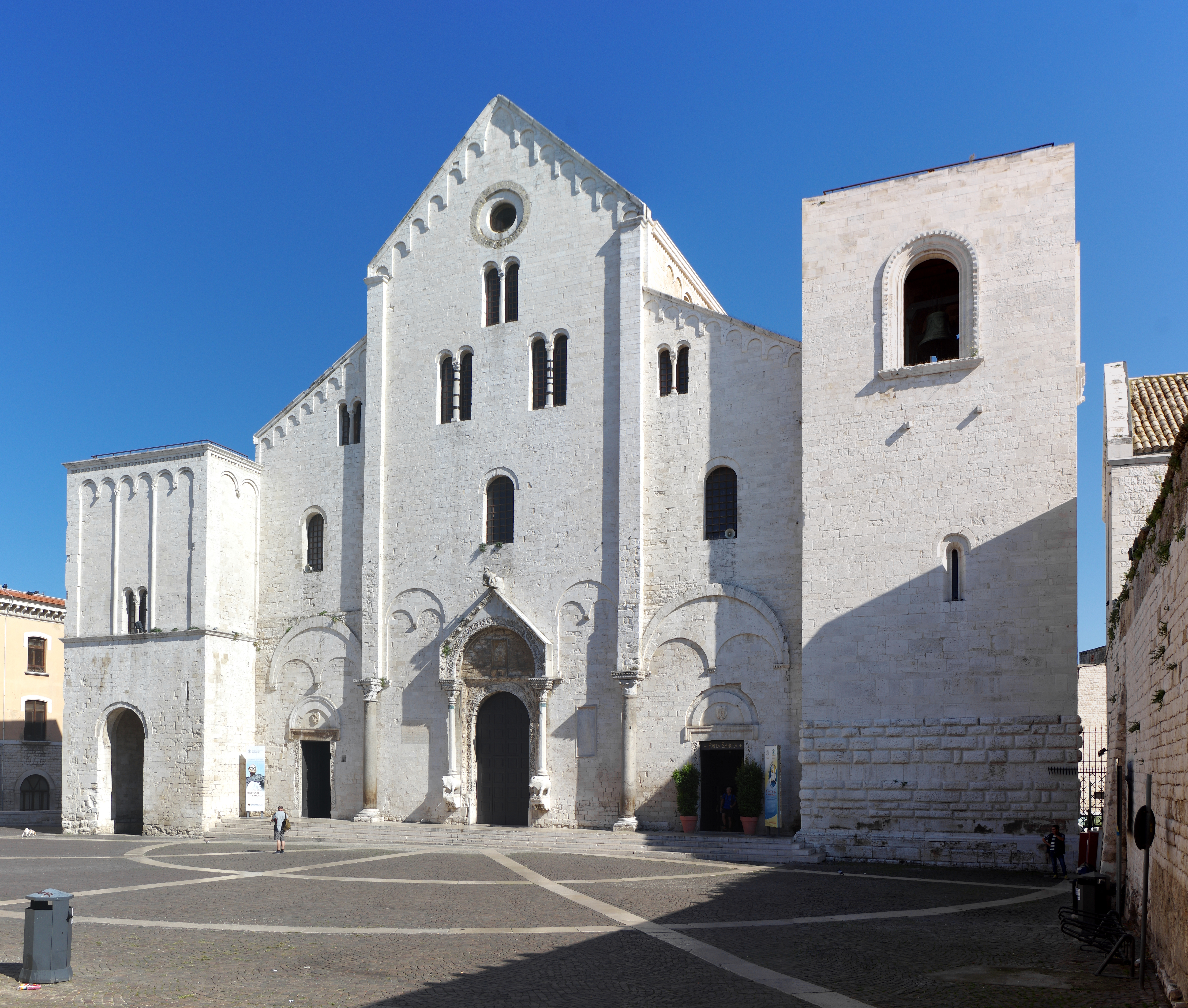
Basílica de San Nicola, a Bari
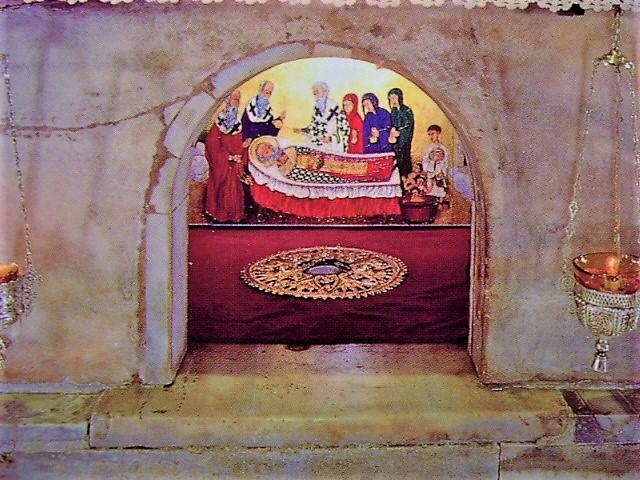
Actual tomba del sant a Bari
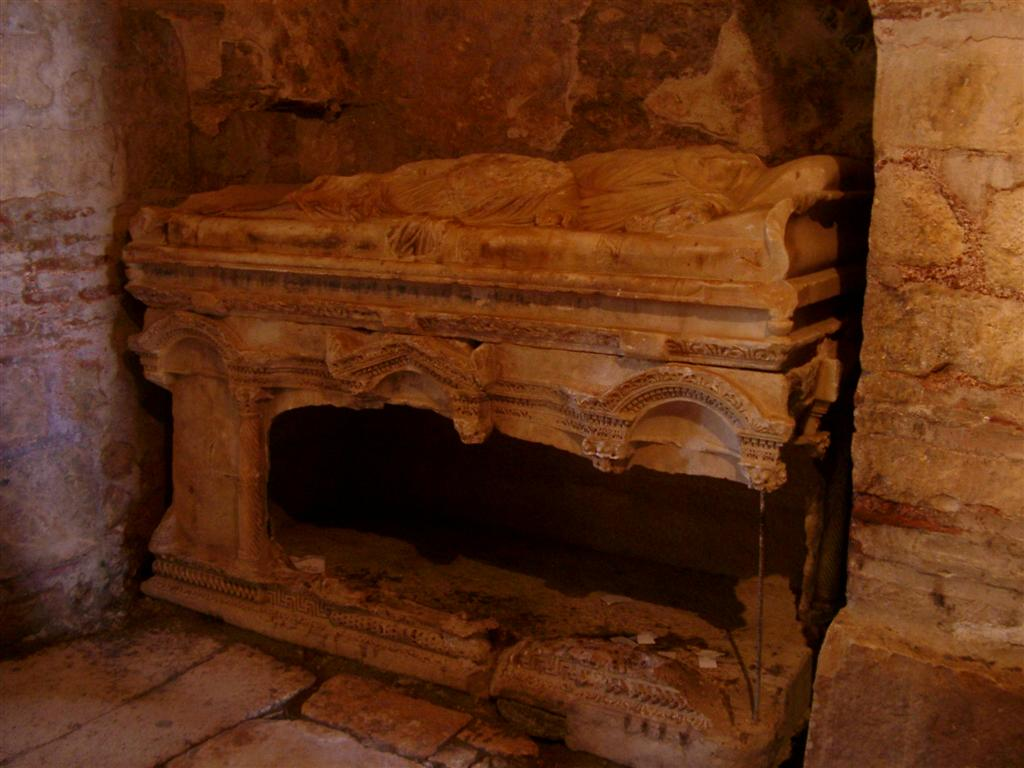
Antiga tomba del sant, a Mira
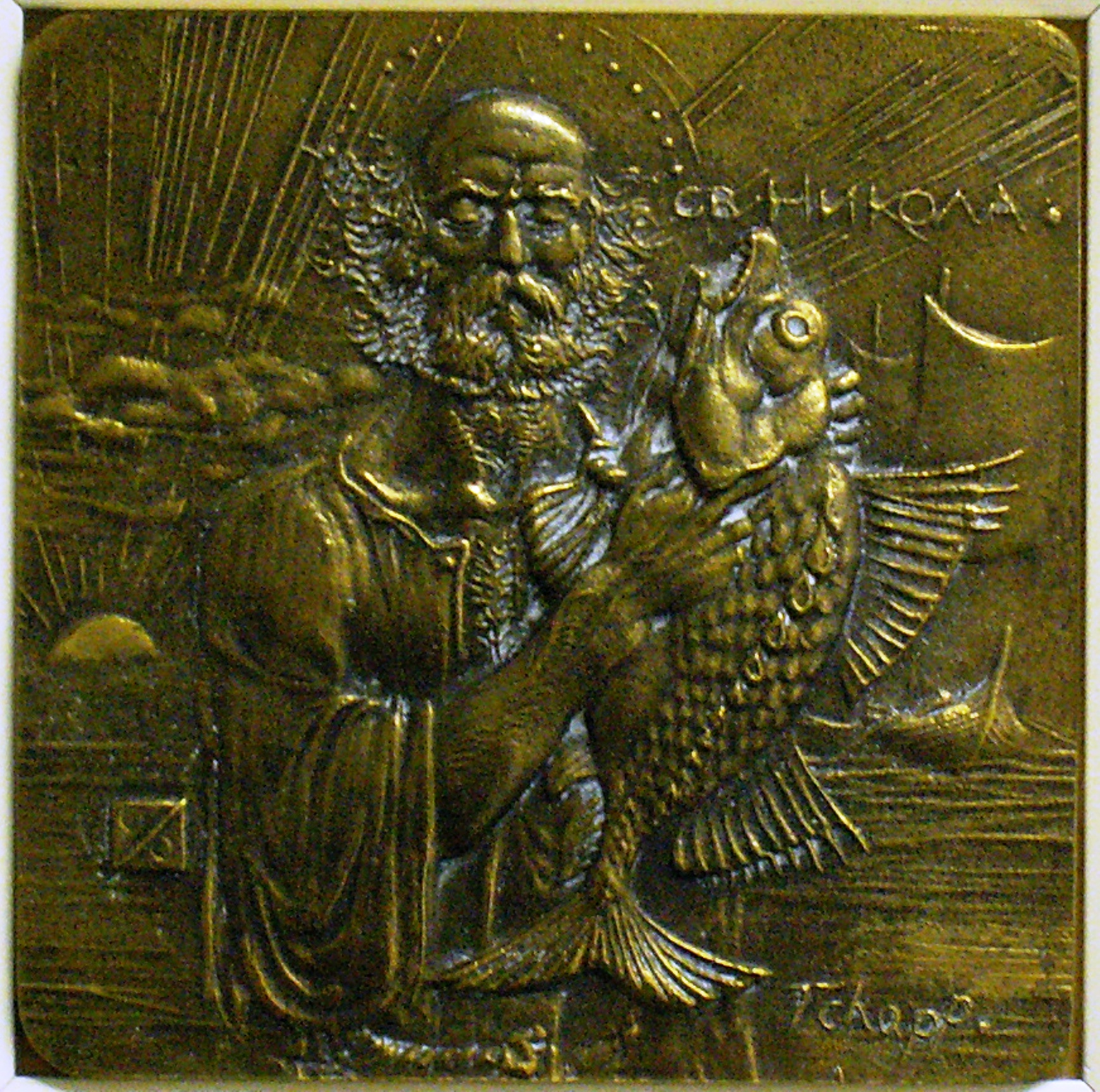
Icona moderna en metall, per Georgi 'Chapa' Chapkanov, amb el sant com a patró dels pescadors (Stanley, Malvines, Gilbert House)

### Llegendes
Un home es va arruïnar i va pensar, per a guanyar diners, dedicar les seves tres filles a la prostitució, ja que no podia casar-les amb ningú. Nicolau, prenent una bona quantitat de diners, els embolicà en un drap i, a la nit, els llançà dins la casa de l'home. Va fer el mateix durant tres nits seguides, de manera que les filles podien tenir dot i casar-se sense haver de prostituir-se.
Nicolau, ja bisbe, va passar per una fonda. L'amo hauria estat un mal home que hauria matat tres nens i els hauria posat a macerar per a fer-los servir com a carn als àpats. Nicolau els hauria ressuscitat i hauria castigat el posader. Per això era considerat protector dels nens.

## Costums i tradicions
Sobre l'advocació a sant Nicolau en cas de temporal, es coneix el costum de portar un pa anomenat pa de sant Nicolau que es llançava a la mar en cas de temporal a fi d'apaivagar-lo i que explica Vicenç Garcia en unes Dècimes del viatge per mar, que compongué sobre un temporal que passà personalment amb el Lloctinent o Virrei del Principat de Catalunya Francisco Hurtado de Mendoza:
| « | D'una bolseta brodada la trista marquesa trau un pa de sant Nicolau, i el comana a una criada perque a la mar alterada lo tire ab devota fe; pero ella, que cor no té quan la gran borrasca mira, a la mar del ventre el tira, que està alterada també. | » |

### Bisbetó
Relacionat amb la protecció dels infants i els regals, als nostres països, tenim l'obra hagiogràfica del s. XIV, anònima i en noves rimades, titulada Sermó de sant Nicolau i, a Montserrat, la tradició medieval del Bisbetó. Aquesta comença a celebrar-se el dia de Sant Nicolau, patró dels escolans, que n'elegeixen un que farà de bisbe dels xiquets (bisbetó) i que comença el seu govern la nit dels Sants Innocents, del 27 al 28 de desembre, i disfressat de bisbe beneeix el poble des del tron episcopal i fa un sermó. El to del sermó solia ser humorístic i feia referència al fet que havia sobreviscut a la matança d'Herodes. Aquest costum antany se celebrava també a Girona, Lleida, Mallorca i Vic i es conserven dos textos medievals catalans del sermó, un en octosíl·labs aparellats i l'altre en codolades.

### Regals als nens
Al Nord d'Europa sant Nicolau té una reputació de donador de regals, perquè es diu que oferia presents als xiquets pobres; el seu paper correspon, doncs, al dels Reis d'Orient d'altres contrades: de sant Nicolau, Sint Niklaus en neerlandès, deriva el Santa Claus nord-americà. Molt venerat encara avui als països del centre d'Europa per motius diversos, al Principat i al País Valencià sant Nicolau és considerat el patró de la mainada, dels xics i xiquets de les escoles i també dels escolans.
El dia del santoral dedicat a aquest sant és el 6 de desembre, dia en què hom creu que comença el viatge que portarà al barbut personatge des del nord del continent, portant regals a les cases que l'esperen. El dia 6 de desembre és la data en què tradicionalment comencen les festes de Nadal, tal com reflecteix la dita: "Sant Nicolau obre les festes de Nadal amb clau".

### Captiris
El dia de Sant Nicolau es fan els captiris o captes realitzades pels infants, anomenats popularment "nicolauets", “nicolaus” o “micolaus”. Avui es fa encara a llocs com Cabassers, Àger, Gavà, Borriana o Vilobí del Penedès, entre d'altres.

## Iconografia
Se'l representa amb la indumentària pròpia d'un bisbe, amb mitra i bàcul.
Obresː
- Capitells del claustre de la Catedral de Tarragona amb la representació d'alguns miracles de sant Nicolau
- Retaule de Sant Nicolau, obra de Jaume Cabrera (406-1412) a la Seu de Manresa[50]
- Creu de Sant Nicolau, de Cervera (s. XV)
- Retaule de la Mare de Déu de Canapost. Segle XV (Museu d'Art de Girona)
- Retaule de sant Nicolau a Santa Maria de Mataró (s. XVII)[51]
- Imatge de Sant Nicolau a l'església parroquial de Malgrat de Mar